# Molophilus submorosus
Molophilus submorosus är en tvåvingeart som beskrevs av Alexander 1924. Molophilus submorosus ingår i släktet Molophilus och familjen småharkrankar. Inga underarter finns listade i Catalogue of Life.